# كارلوس بريتو (رجل أعمال)
كارلوس بريتو (بالبرتغالية: Carlos Brito‏) هو شخصية أعمال برازيلي، ولد في 1960 في ريو دي جانيرو في البرازيل.